# Championnat de Yougoslavie de football 1993-1994
Navigation
Saison précédente Saison suivante
La saison 1993-1994 du Championnat de Yougoslavie de football est la soixante-cinquième édition du championnat de première division en Yougoslavie. Les vingt meilleurs clubs du pays prennent part à la compétition qui se déroule en deux phases distinctes. Lors de la première, les équipes sont réparties en deux poules (1.A Liga et 1.B Liga) où chaque formation affronte deux fois ses adversaires, à domicile et à l'extérieur. À la fin de cette phase, les 4 derniers de Liga A et les 4 premiers de Liga B échangent leur place. La seconde phase se déroule de façon identique à la première. En fin de saison, un classement cumulé (points acquis lors de la seconde phase + bonus à l'issue de la première phase) détermine le classement final.
C'est le club du FK Partizan Belgrade, tenant du titre, qui remporte à nouveau la compétition, en terminant en tête du classement final, avec cinq points d'avance sur le FK Étoile rouge de Belgrade et onze sur le FK Vojvodina Novi Sad. C'est le 13e titre de champion de Yougoslavie de l'histoire du club, qui réussit le doublé en s'imposant en finale de la Coupe de Yougoslavie face au Spartak Subotica.
Par ailleurs, les clubs sont cette année encore suspendus par l'UEFA de toute compétition européenne.

## Les clubs participants
| - Partizan Belgrade - FK Napredak Krusevac - FK Étoile rouge de Belgrade - FK Radnicki Nis - Hajduk-Rodic MB Kula - FK Rad Belgrade - OFK Belgrade - FK Budućnost Podgorica - Proleter Zrenjanin - FK Radnički Jugopetrol Belgrade | - FK Becej - FK Vojvodina Novi Sad - FK Zemun - Spartak Subotica - FK Mogren Budva - FK Jastrebac Niš - Promu de D2 - OFK Kikinda - FK Sloboda Užice - Promu de D2 - FK Sutjeska Niksic - FK Rudar Pljevlja - Promu de D2 |

## Compétition
Le barème de points utilisé pour établir les différents classements est le suivant :
- Victoire : 2 points
- Match nul : 1 point
- Défaite : 0 point

### Première phase

#### 1.A Liga
La 1.A Liga regroupe les dix premiers au classement à l'issue de la saison précédente.
| Rang | Équipe                          | Pts | J  | G  | N | P  | Bp | Bc | Diff |
| ---- | ------------------------------- | --- | -- | -- | - | -- | -- | -- | ---- |
| 1    | FK Partizan Belgrade (T) +13    | 28  | 18 | 11 | 6 | 1  | 37 | 18 | +19  |
| 2    | FK Étoile rouge de Belgrade +11 | 25  | 18 | 10 | 5 | 3  | 38 | 16 | +22  |
| 3    | FK Vojvodina Novi Sad +10       | 24  | 18 | 10 | 4 | 4  | 34 | 18 | +16  |
| 4    | FK Zemun +8                     | 18  | 18 | 8  | 2 | 8  | 16 | 20 | -4   |
| 5    | Proleter Zrenjanin +7           | 18  | 18 | 7  | 4 | 7  | 33 | 26 | +7   |
| 6    | FK Budućnost Podgorica +7       | 18  | 18 | 6  | 6 | 6  | 17 | 26 | -9   |
| 7    | FK Rad Belgrade                 | 17  | 18 | 7  | 3 | 8  | 16 | 19 | -3   |
| 8    | FK Radnicki Nis                 | 15  | 18 | 6  | 3 | 9  | 20 | 31 | -11  |
| 9    | Hajduk-Rodic MB Kula            | 10  | 18 | 3  | 4 | 11 | 17 | 28 | -11  |
| 10   | FK Napredak Kruševac            | 7   | 18 | 2  | 3 | 13 | 16 | 42 | -26  |

|  | Relégation en 1.B Liga |
|  | (T) : Tenant du titre  |

#### 1.B Liga
La 1.B Liga regroupe les clubs classés entre la 11e et la 17e place à l'issue de la saison précédente ainsi que les trois promus de deuxième division. 
| Rang | Équipe                             | Pts | J  | G  | N  | P  | Bp | Bc | Diff |
| ---- | ---------------------------------- | --- | -- | -- | -- | -- | -- | -- | ---- |
| 1    | OFK Belgrade +7                    | 23  | 18 | 10 | 3  | 5  | 27 | 23 | +4   |
| 2    | Spartak Subotica +6                | 21  | 18 | 9  | 3  | 6  | 32 | 18 | +14  |
| 3    | FK Radnički Jugopetrol Belgrade +4 | 20  | 18 | 7  | 6  | 5  | 32 | 24 | +8   |
| 4    | FK Becej +4                        | 20  | 18 | 9  | 2  | 7  | 25 | 22 | +3   |
| 5    | FK Rudar Pljevlja (P)              | 18  | 18 | 7  | 4  | 7  | 23 | 16 | +7   |
| 6    | FK Mogren Budva                    | 18  | 18 | 6  | 6  | 6  | 22 | 24 | -2   |
| 7    | FK Sloboda Užice (P)               | 17  | 18 | 5  | 7  | 6  | 18 | 17 | +1   |
| 8    | FK Sutjeska Niksic                 | 16  | 18 | 3  | 10 | 5  | 21 | 29 | -8   |
| 9    | OFK Kikinda                        | 15  | 18 | 6  | 3  | 9  | 15 | 27 | -12  |
| 10   | FK Jastrebac Niš (P)               | 12  | 18 | 4  | 4  | 10 | 20 | 35 | -15  |

|  | Promotion en 1.A Liga            |
|  | (P) : Promu de deuxième division |

### Seconde phase

#### 1.A Liga
| Rang | Équipe                          | Pts | J  | G  | N | P  | Bp | Bc | Diff |
| ---- | ------------------------------- | --- | -- | -- | - | -- | -- | -- | ---- |
| 1    | FK Partizan Belgrade (T) (C)    | 29  | 18 | 13 | 3 | 2  | 44 | 10 | +34  |
| 2    | FK Étoile rouge de Belgrade     | 26  | 18 | 12 | 2 | 4  | 40 | 18 | +22  |
| 3    | FK Vojvodina Novi Sad           | 21  | 18 | 8  | 5 | 5  | 29 | 19 | +10  |
| 4    | OFK Belgrade                    | 17  | 18 | 7  | 3 | 8  | 21 | 26 | -5   |
| 5    | Spartak Subotica                | 17  | 18 | 6  | 5 | 7  | 22 | 26 | -4   |
| 6    | FK Budućnost Podgorica          | 16  | 18 | 7  | 2 | 9  | 21 | 33 | -12  |
| 7    | FK Zemun                        | 15  | 18 | 6  | 3 | 9  | 19 | 25 | -6   |
| 8    | FK Radnički Jugopetrol Belgrade | 15  | 18 | 5  | 5 | 8  | 15 | 28 | -13  |
| 9    | FK Becej                        | 13  | 18 | 6  | 1 | 11 | 22 | 28 | -6   |
| 10   | Proleter Zrenjanin              | 11  | 18 | 4  | 3 | 11 | 8  | 28 | -20  |

|  | Relégation en 1.B Liga                                                                            |
|  | (T) : Tenant du titre (C) : Vainqueur de la Coupe de Yougoslavie (P) : Promu de deuxième division |

#### 1.B Liga
| Rang | Équipe                | Pts | J  | G  | N | P  | Bp | Bc | Diff |
| ---- | --------------------- | --- | -- | -- | - | -- | -- | -- | ---- |
| 1    | FK Rad Belgrade       | 25  | 18 | 9  | 7 | 2  | 28 | 10 | +18  |
| 2    | FK Napredak Kruševac  | 25  | 18 | 11 | 3 | 4  | 24 | 16 | +8   |
| 3    | FK Rudar Pljevlja (P) | 22  | 18 | 8  | 6 | 4  | 23 | 10 | +13  |
| 4    | Hajduk-Rodic MB Kula  | 22  | 18 | 8  | 6 | 4  | 22 | 16 | +6   |
| 5    | FK Radnicki Nis       | 21  | 18 | 8  | 5 | 5  | 27 | 12 | +15  |
| 6    | FK Sloboda Užice (P)  | 15  | 18 | 6  | 3 | 9  | 16 | 22 | -6   |
| 7    | OFK Kikinda           | 15  | 18 | 4  | 7 | 7  | 16 | 26 | -10  |
| 8    | FK Sutjeska Niksic    | 13  | 18 | 4  | 5 | 9  | 17 | 34 | -17  |
| 9    | FK Jastrebac Niš (P)  | 11  | 18 | 4  | 3 | 11 | 14 | 18 | -4   |
| 10   | FK Mogren Budva       | 11  | 18 | 4  | 3 | 11 | 12 | 25 | -13  |

|  | Promotion en 1.A Liga            |
|  | (P) : Promu de deuxième division |

### Classement final cumulé
Le classement final est obtenu en additionnant les points obtenus lors de la seconde phase et le bonus gagné par les clubs à l'issue de la première phase.
| Rang | Équipe                          | Pts | J  | G  | N | P  | Bp | Bc | Diff |
| ---- | ------------------------------- | --- | -- | -- | - | -- | -- | -- | ---- |
| 1    | FK Partizan Belgrade (T) (C)    | 42  | 18 | 13 | 3 | 2  | 44 | 10 | +34  |
| 2    | FK Étoile rouge de Belgrade     | 37  | 18 | 12 | 2 | 4  | 40 | 18 | +22  |
| 3    | FK Rad Belgrade                 | 32  | 18 | 9  | 7 | 2  | 28 | 10 | +18  |
| 4    | FK Vojvodina Novi Sad           | 31  | 18 | 8  | 5 | 5  | 29 | 19 | +10  |
| 5    | FK Rudar Pljevlja (P)           | 29  | 18 | 8  | 6 | 4  | 23 | 10 | +13  |
| 6    | FK Napredak Kruševac            | 28  | 18 | 11 | 3 | 4  | 24 | 16 | +8   |
| 7    | FK Radnicki Nis                 | 27  | 18 | 8  | 5 | 5  | 27 | 12 | +15  |
| 8    | Hajduk-Rodic MB Kula            | 25  | 18 | 8  | 6 | 4  | 22 | 16 | +6   |
| 9    | OFK Belgrade                    | 24  | 18 | 7  | 3 | 8  | 21 | 26 | -5   |
| 10   | Spartak Subotica                | 23  | 18 | 6  | 5 | 7  | 22 | 26 | -4   |
| 11   | FK Zemun                        | 23  | 18 | 6  | 3 | 9  | 19 | 25 | -6   |
| 12   | FK Budućnost Podgorica          | 23  | 18 | 7  | 2 | 9  | 21 | 33 | -12  |
| 13   | FK Sloboda Užice (P)            | 19  | 18 | 6  | 3 | 9  | 16 | 22 | -6   |
| 14   | FK Radnički Jugopetrol Belgrade | 19  | 18 | 5  | 5 | 8  | 15 | 28 | -13  |
| 15   | OFK Kikinda                     | 18  | 18 | 4  | 7 | 7  | 16 | 26 | -10  |
| 16   | Proleter Zrenjanin              | 18  | 18 | 4  | 3 | 11 | 8  | 28 | -20  |
| 17   | FK Becej                        | 17  | 18 | 6  | 1 | 11 | 22 | 28 | -6   |
| 18   | FK Mogren Budva                 | 17  | 18 | 4  | 3 | 11 | 12 | 25 | -13  |
| 19   | FK Sutjeska Niksic              | 17  | 18 | 4  | 5 | 9  | 17 | 34 | -17  |
| 20   | FK Jastrebac Niš (P)            | 13  | 18 | 4  | 3 | 11 | 14 | 18 | -4   |

|  | Champion de Yougoslavie 1993-1994                                                                 |
|  | Relégation en deuxième division                                                                   |
|  | (T) : Tenant du titre (C) : Vainqueur de la Coupe de Yougoslavie (P) : Promu de deuxième division |

## Bilan de la saison
| Championnat de Yougoslavie de football 1993-1994                        |                                  |
| Champion                                                                | FK Partizan Belgrade (13e titre) |
| Coupes et trophées                                                      |                                  |
| Vainqueur de la Coupe de Yougoslavie 1993-1994                          | FK Partizan Belgrade             |
| Promotions et relégations                                               |                                  |
| Promus en SuperLiga                                                     | FK Borac Cacak                   |
| Promus en SuperLiga                                                     | FK Loznica                       |
| Promus en SuperLiga                                                     | Obilic Belgrade                  |
| Relégués en Championnat de Yougoslavie de football de deuxième division | FK Sutjeska Niksic               |
| Relégués en Championnat de Yougoslavie de football de deuxième division | FK Mogren Budva                  |
| Relégués en Championnat de Yougoslavie de football de deuxième division | FK Jastrebac Niš                 |